# Efez

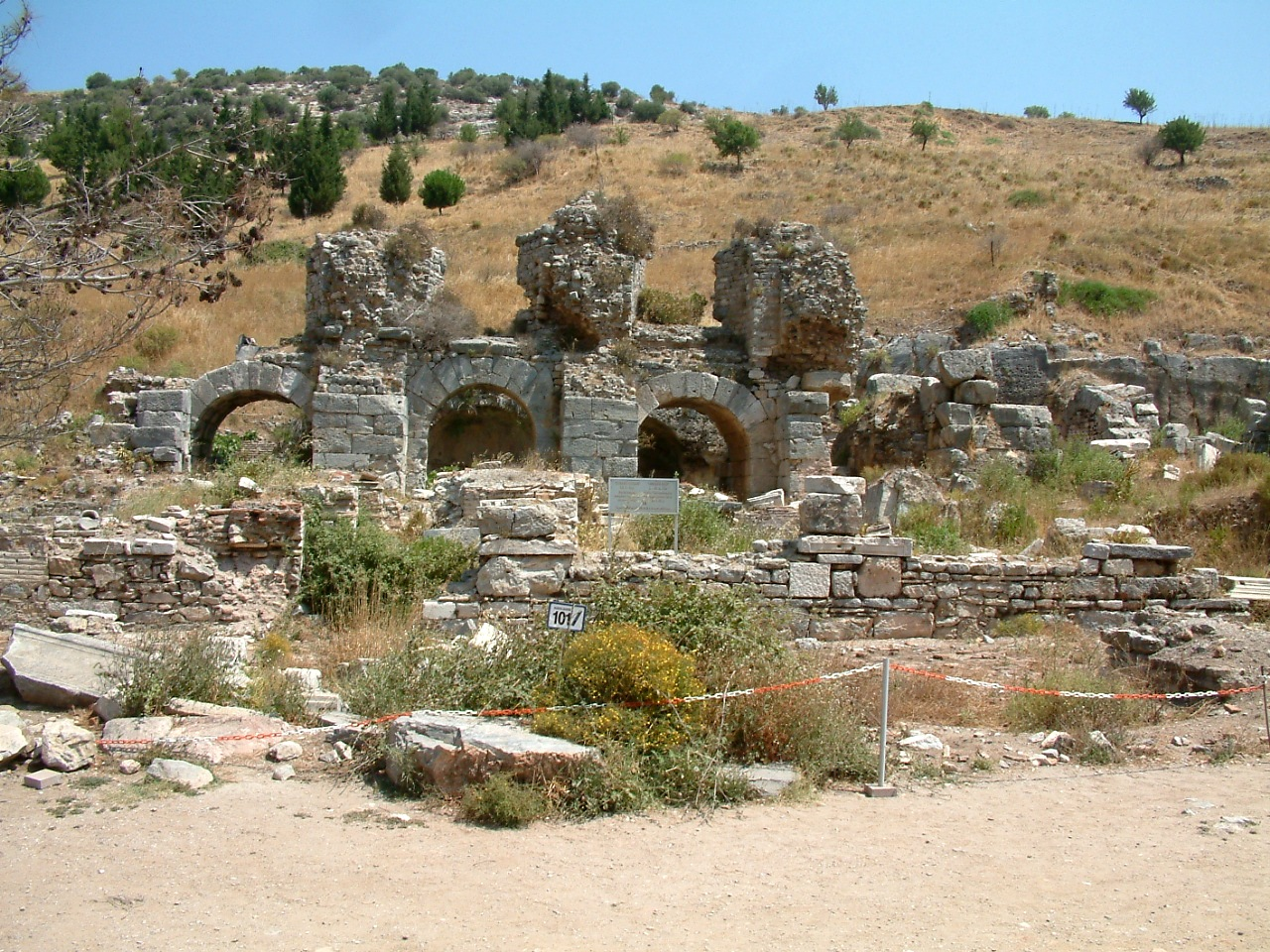
Termy Variusa

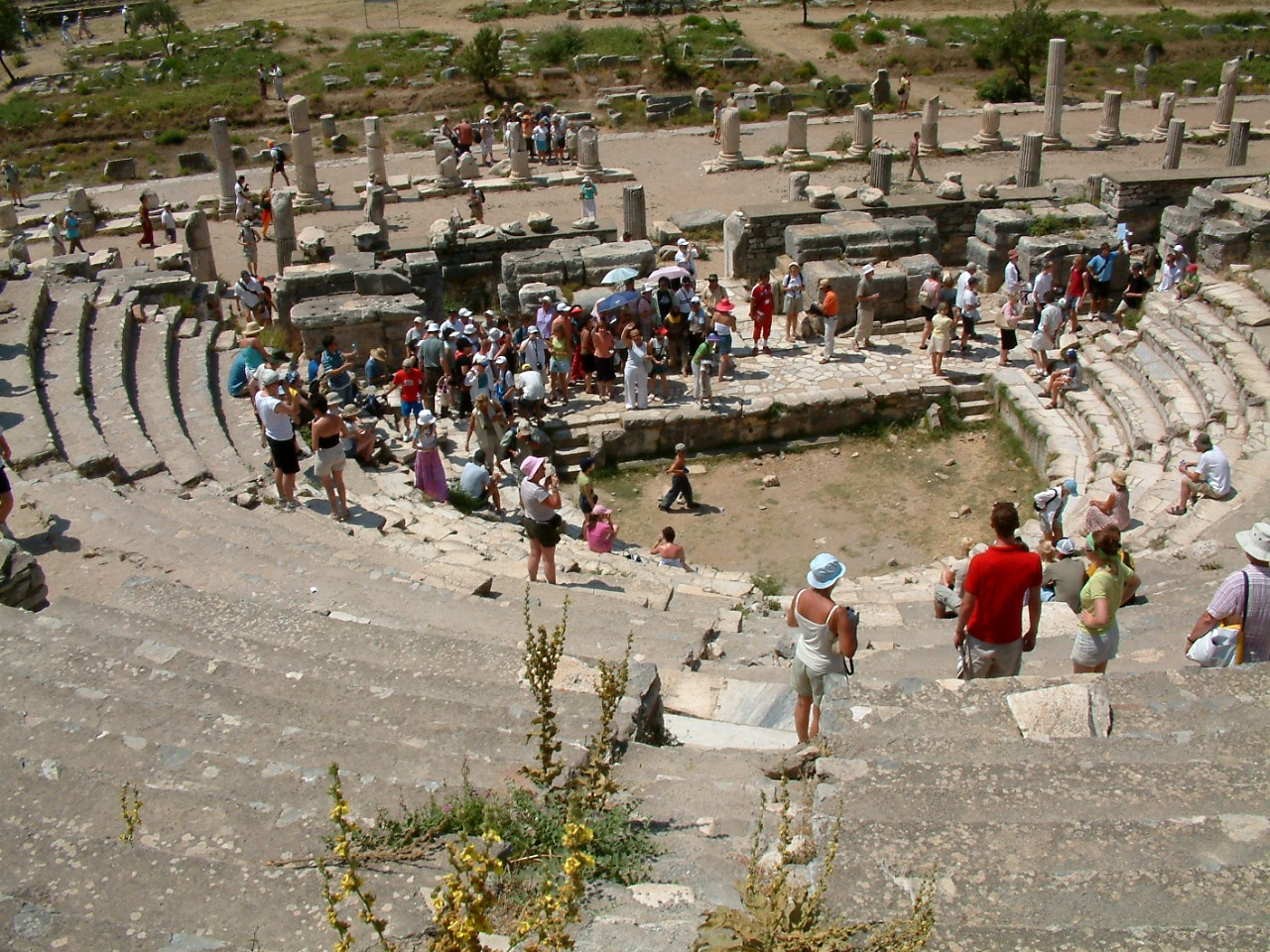
Odeon

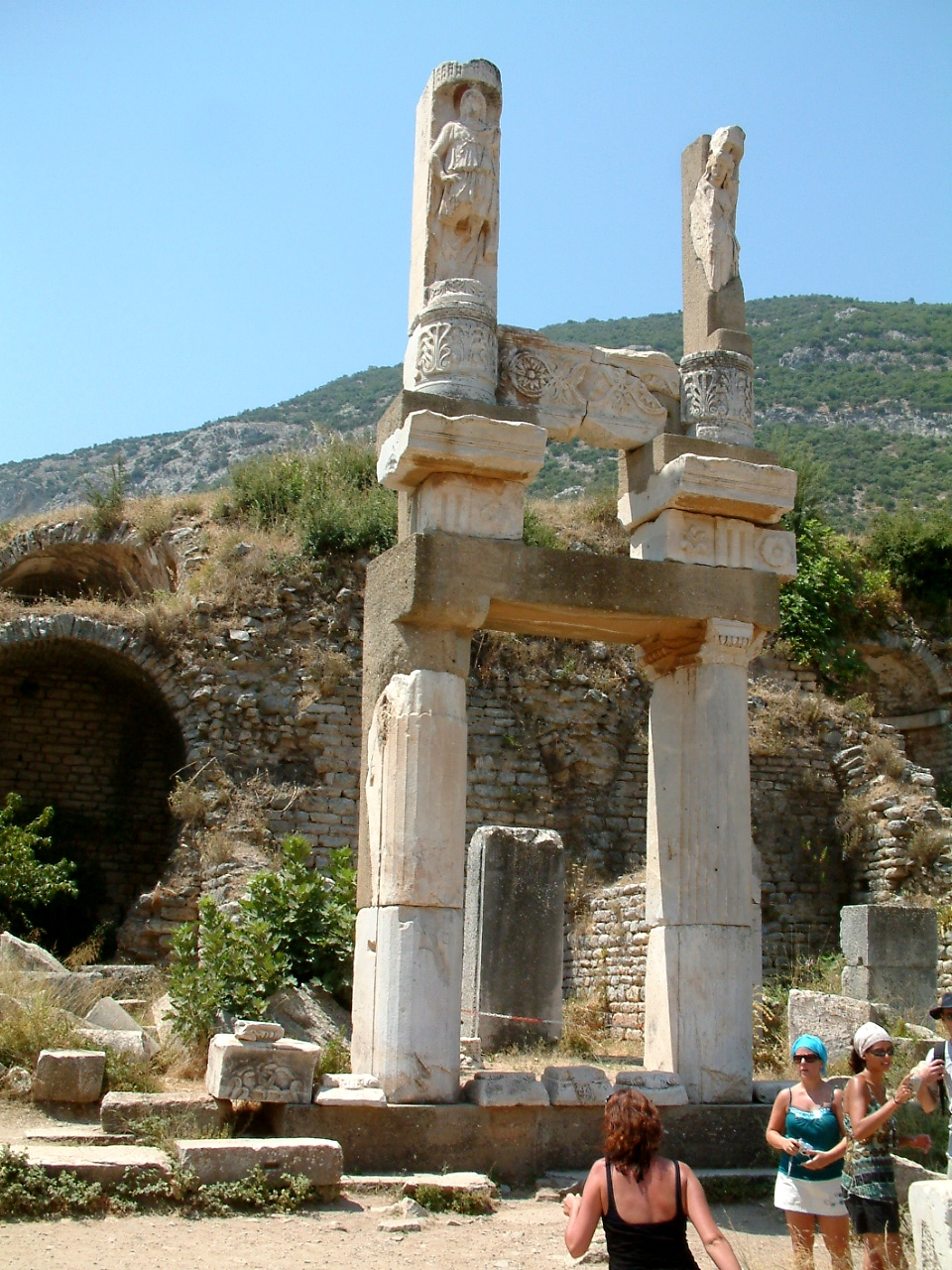
Świątynia Domicjana

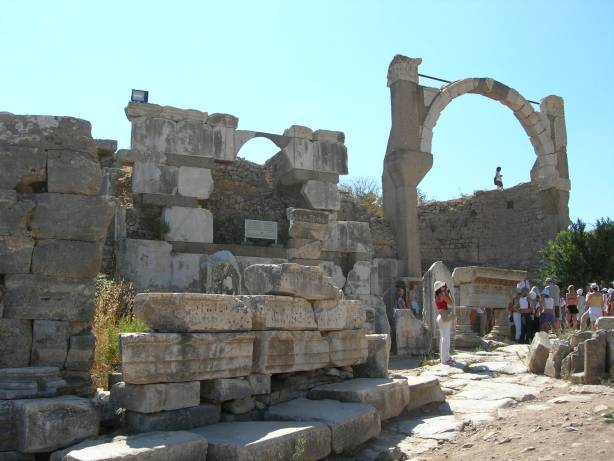
Fontanna Pollio – zrekonstruowany łuk

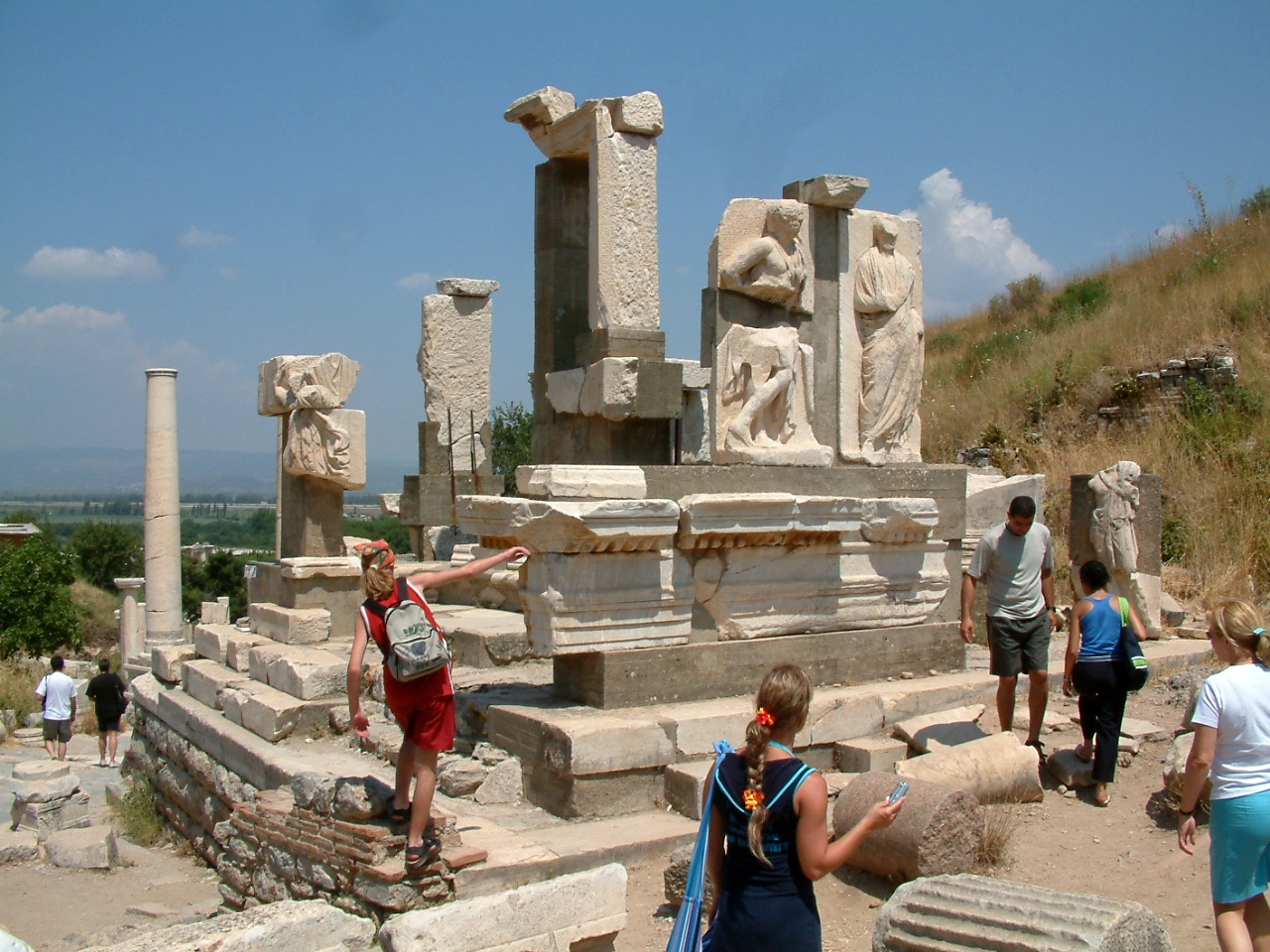
Monument Memmiusa

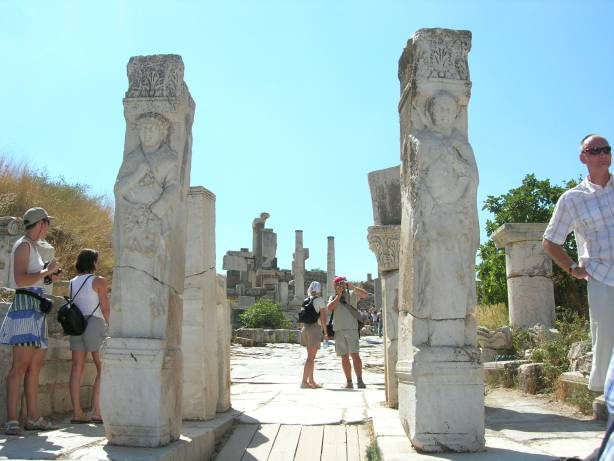
Brama Herkulesa

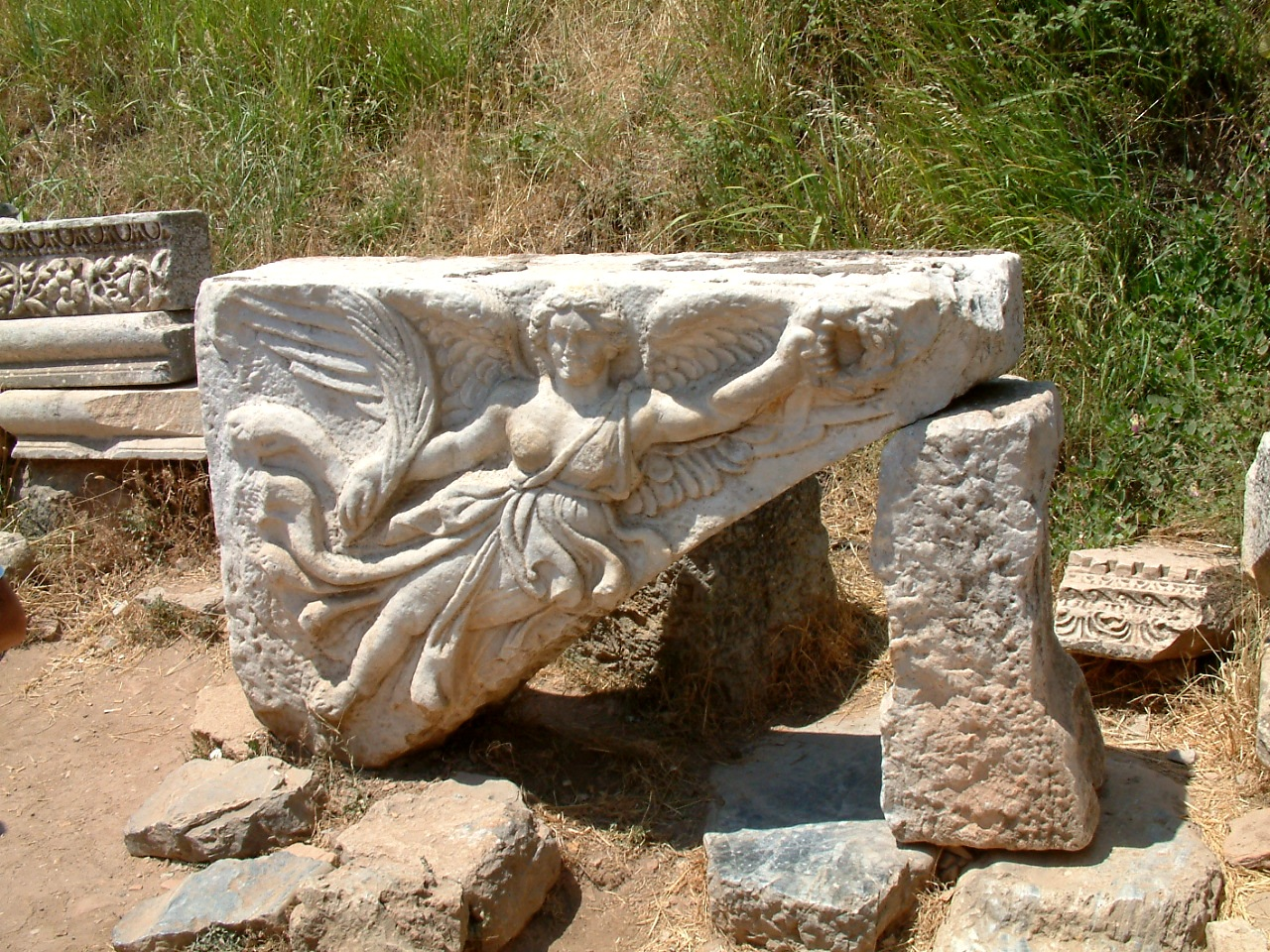
Brama Herkulesa – płaskorzeźba Nike

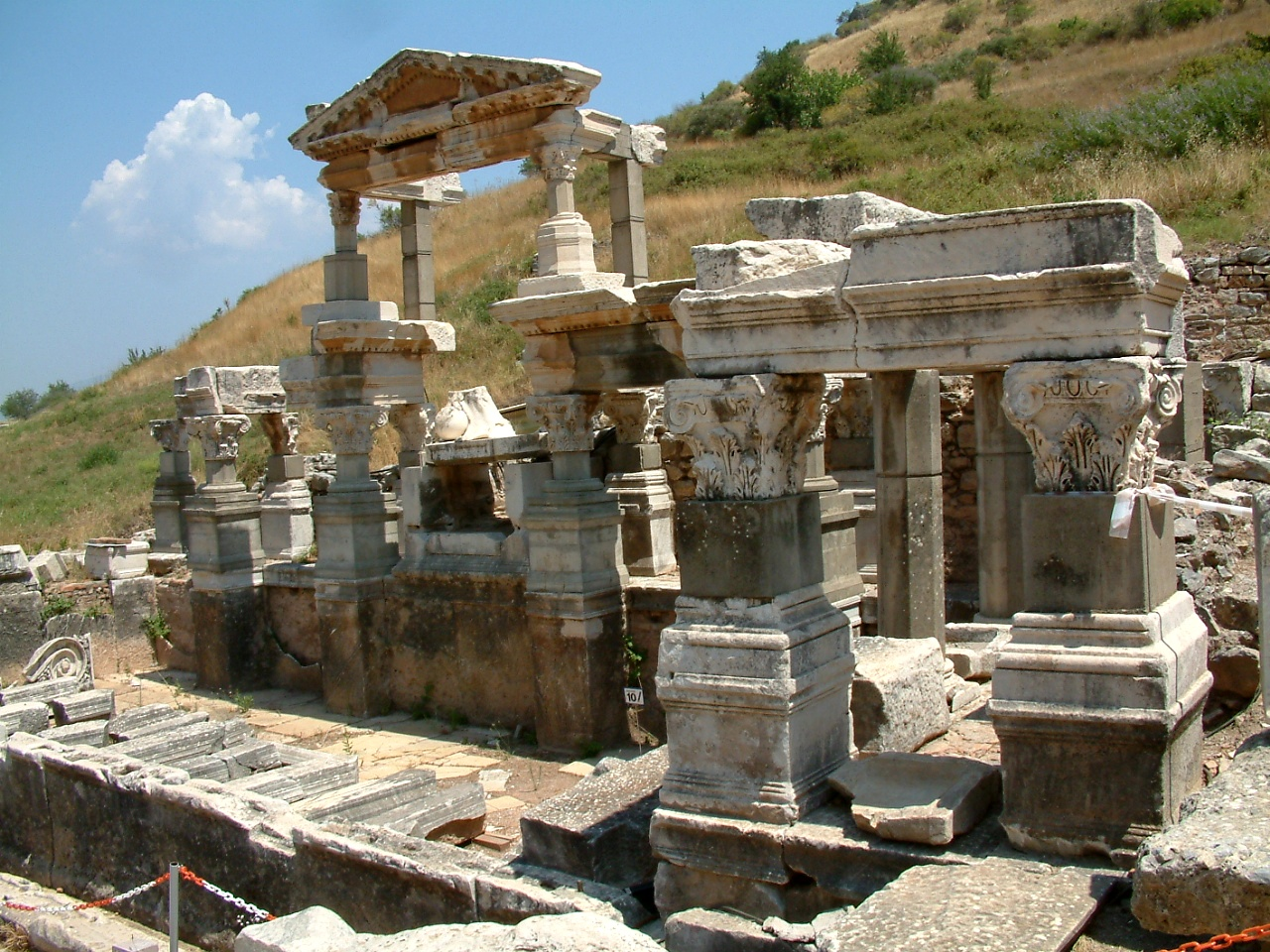
Fontanna Trajana

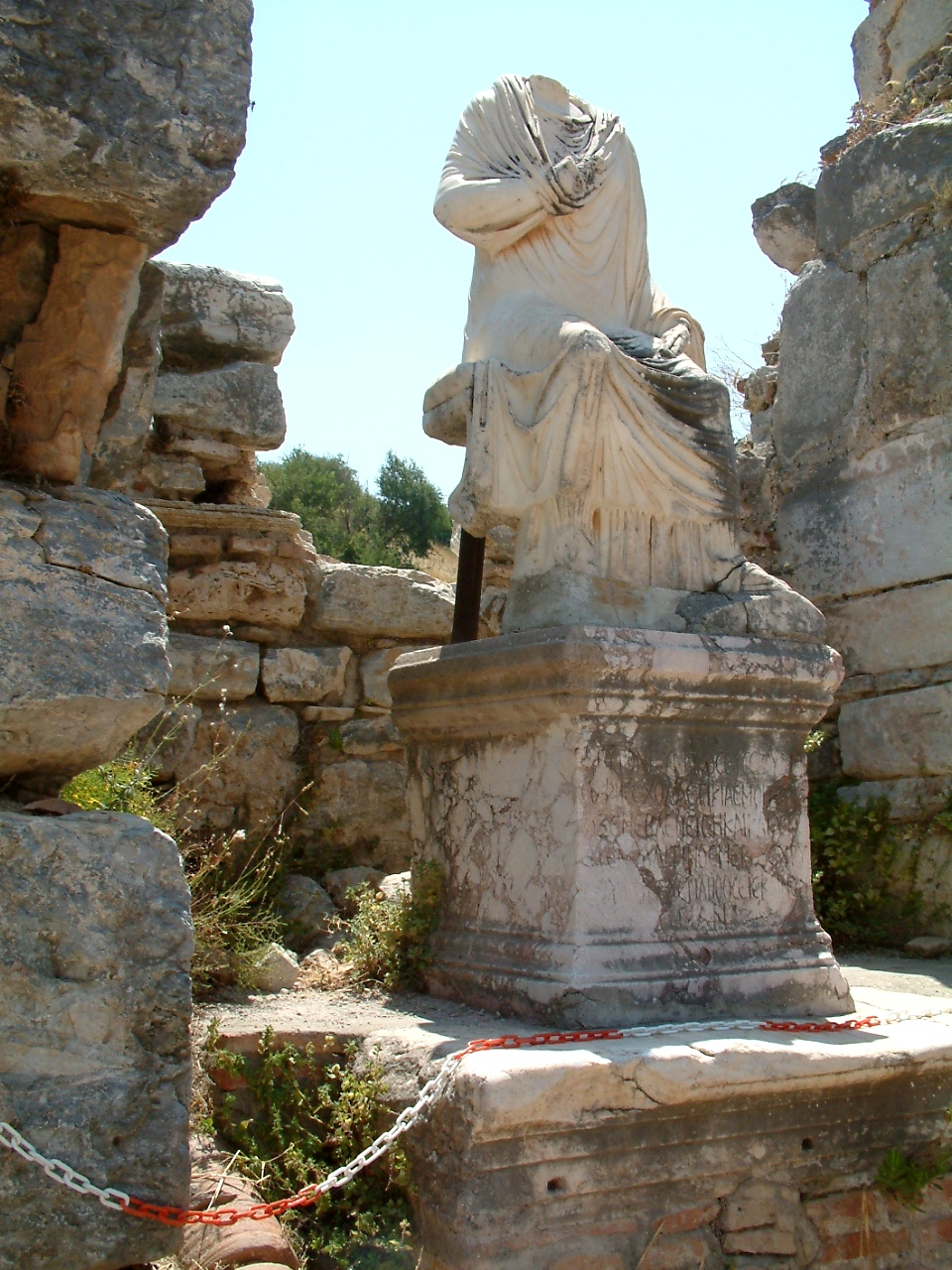
Posąg Scholastyki

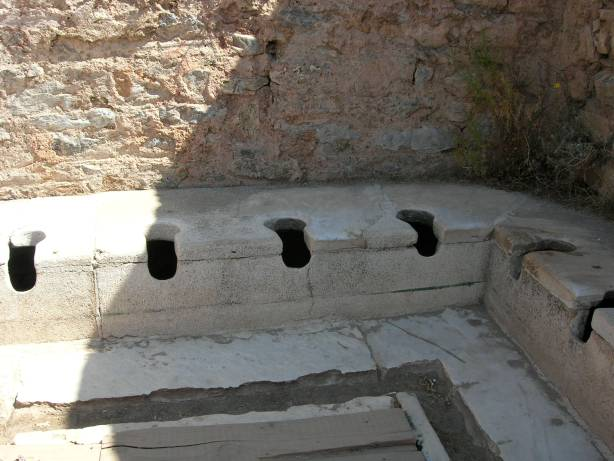
Latryny

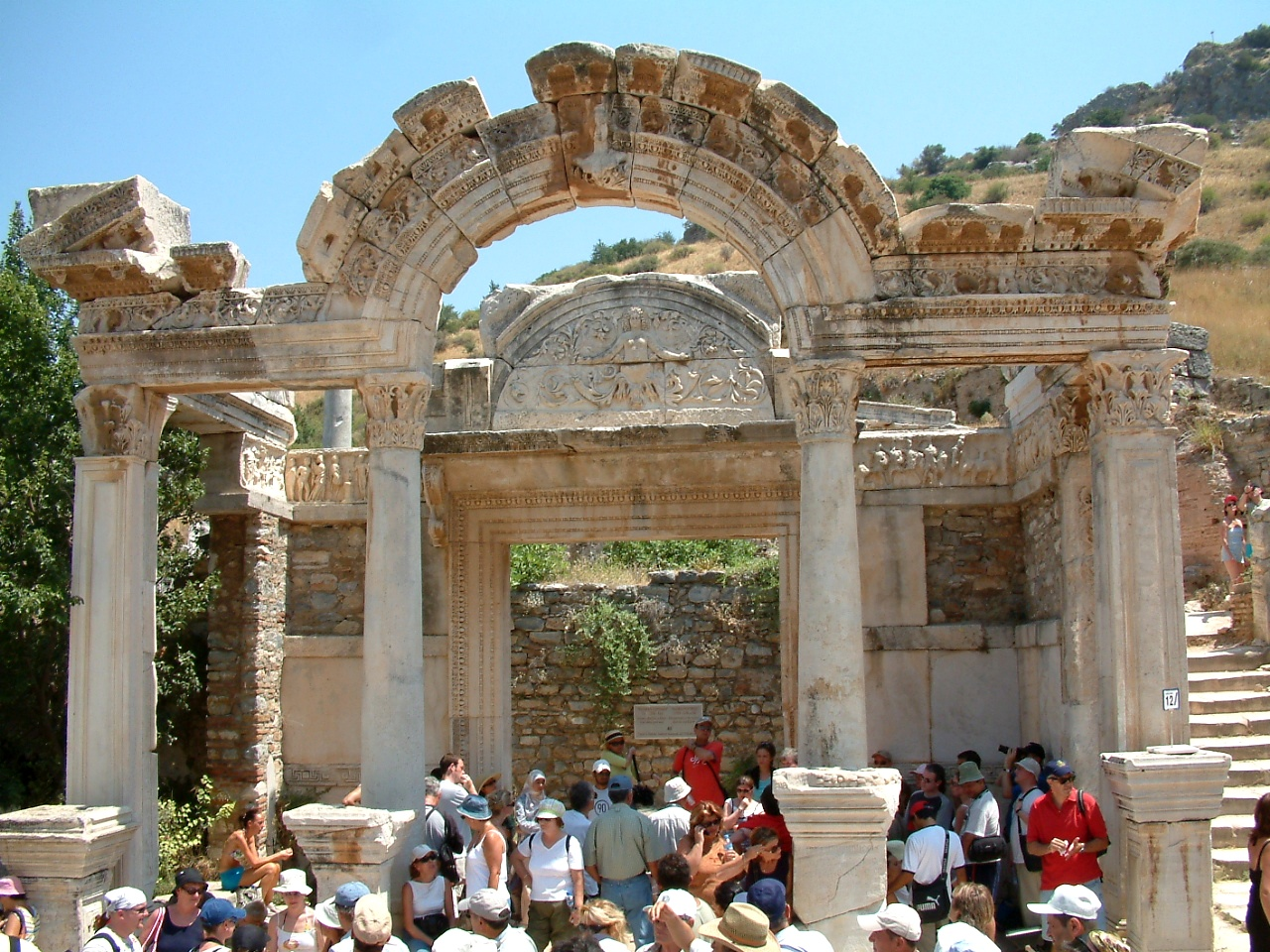
Świątynia Hadriana

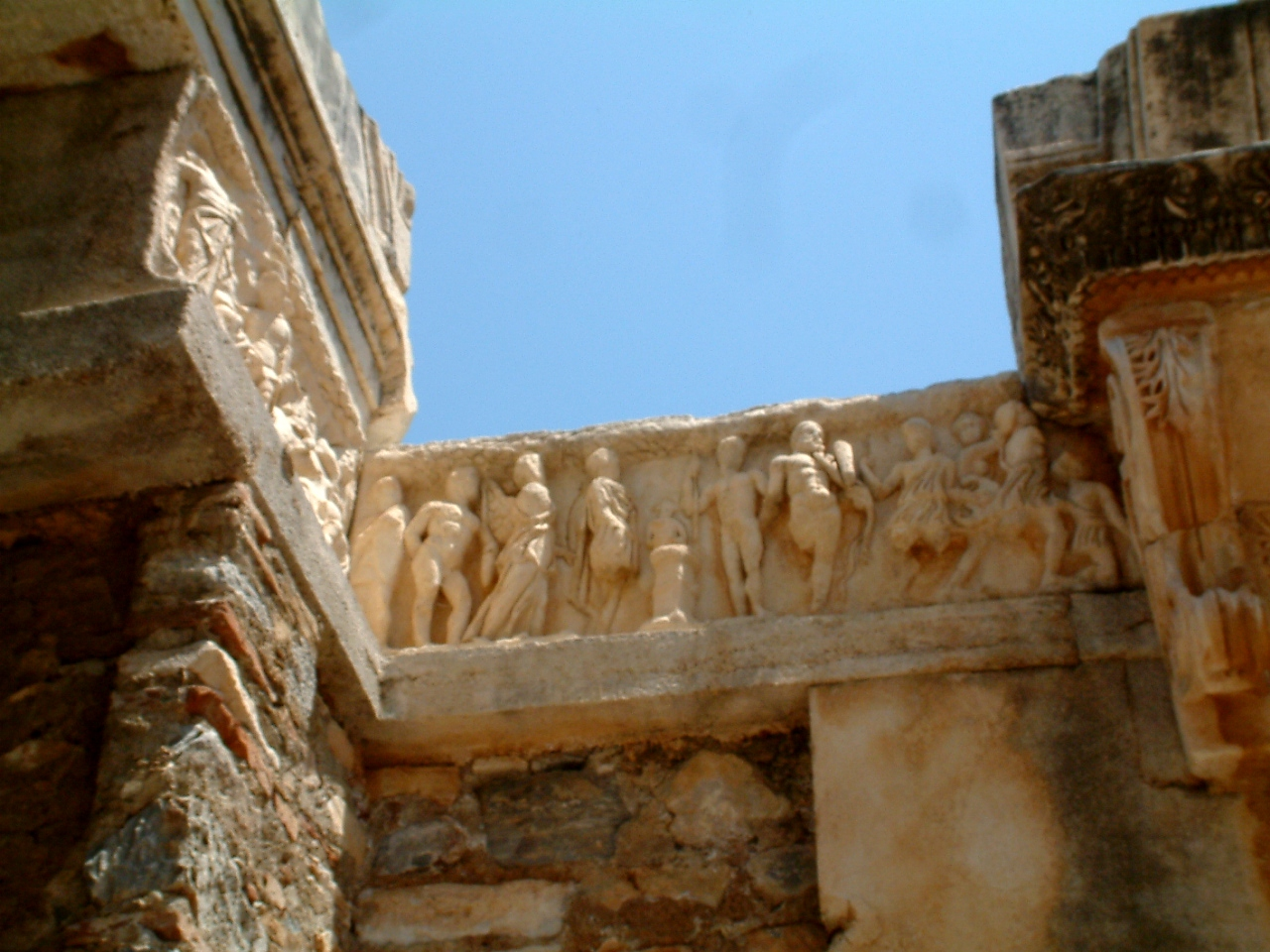
Świątynia Hadriana – fryz

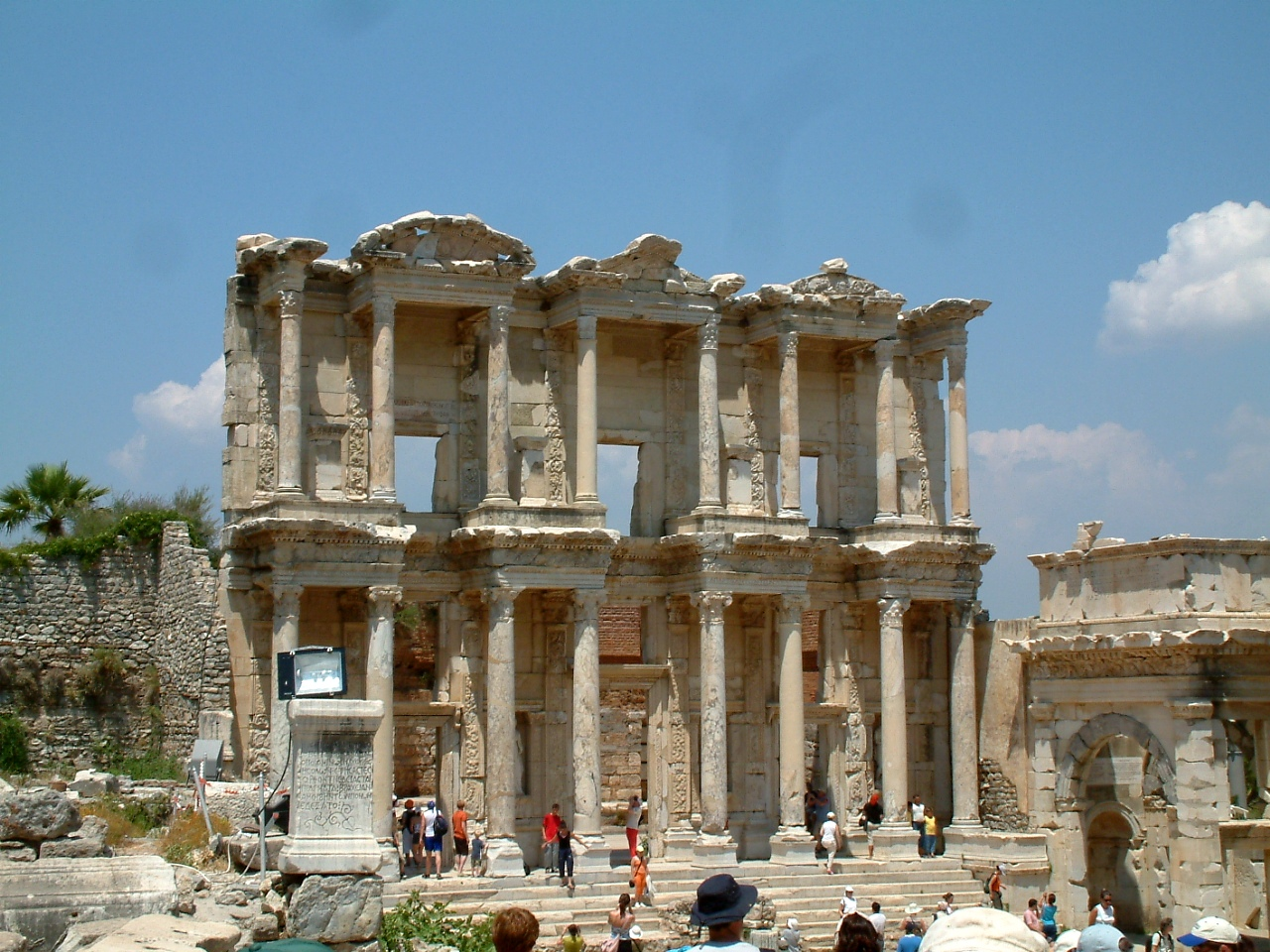
Biblioteka Celsusa

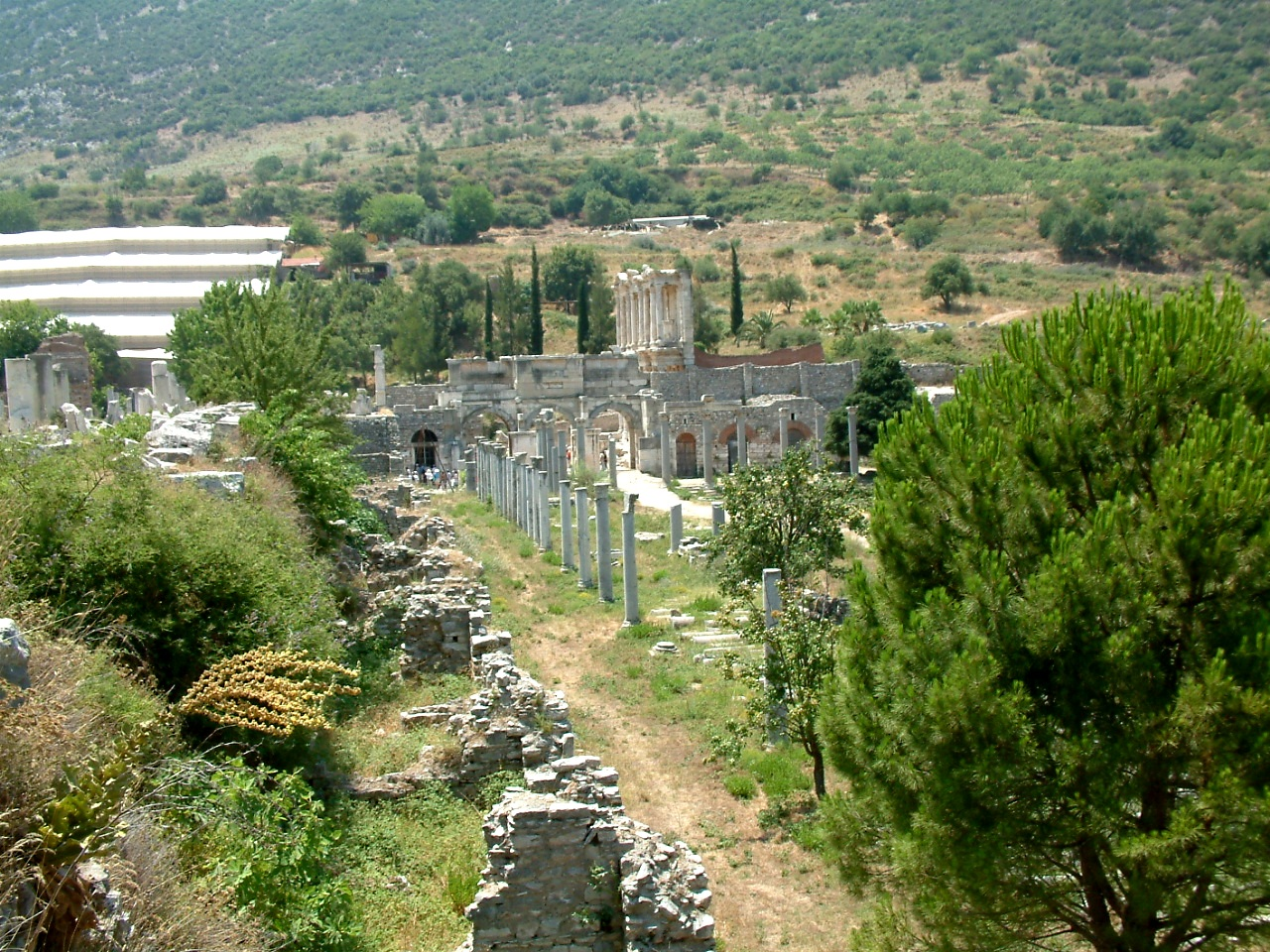
Widok z ulicy Marmurowej na Bibliotekę Celsusa i agorę handlową

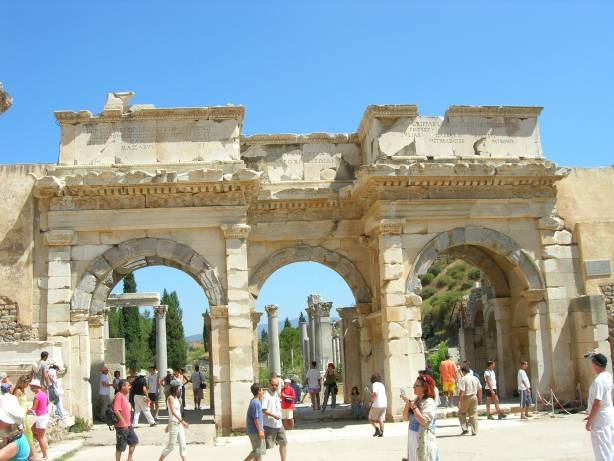
Brama Mazeusa i Mitridiusza

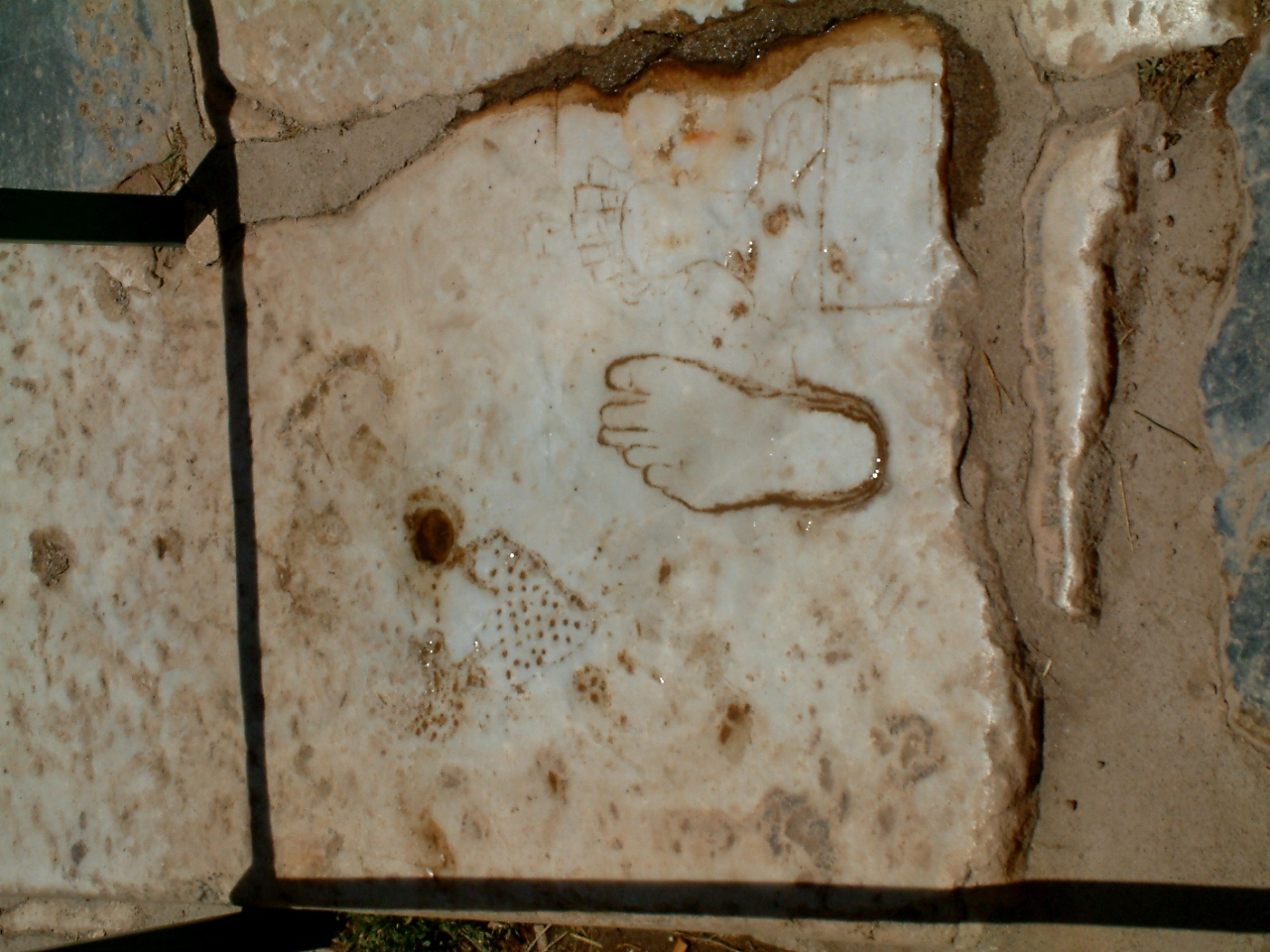
Ulica Marmurowa – reklama domu publicznego

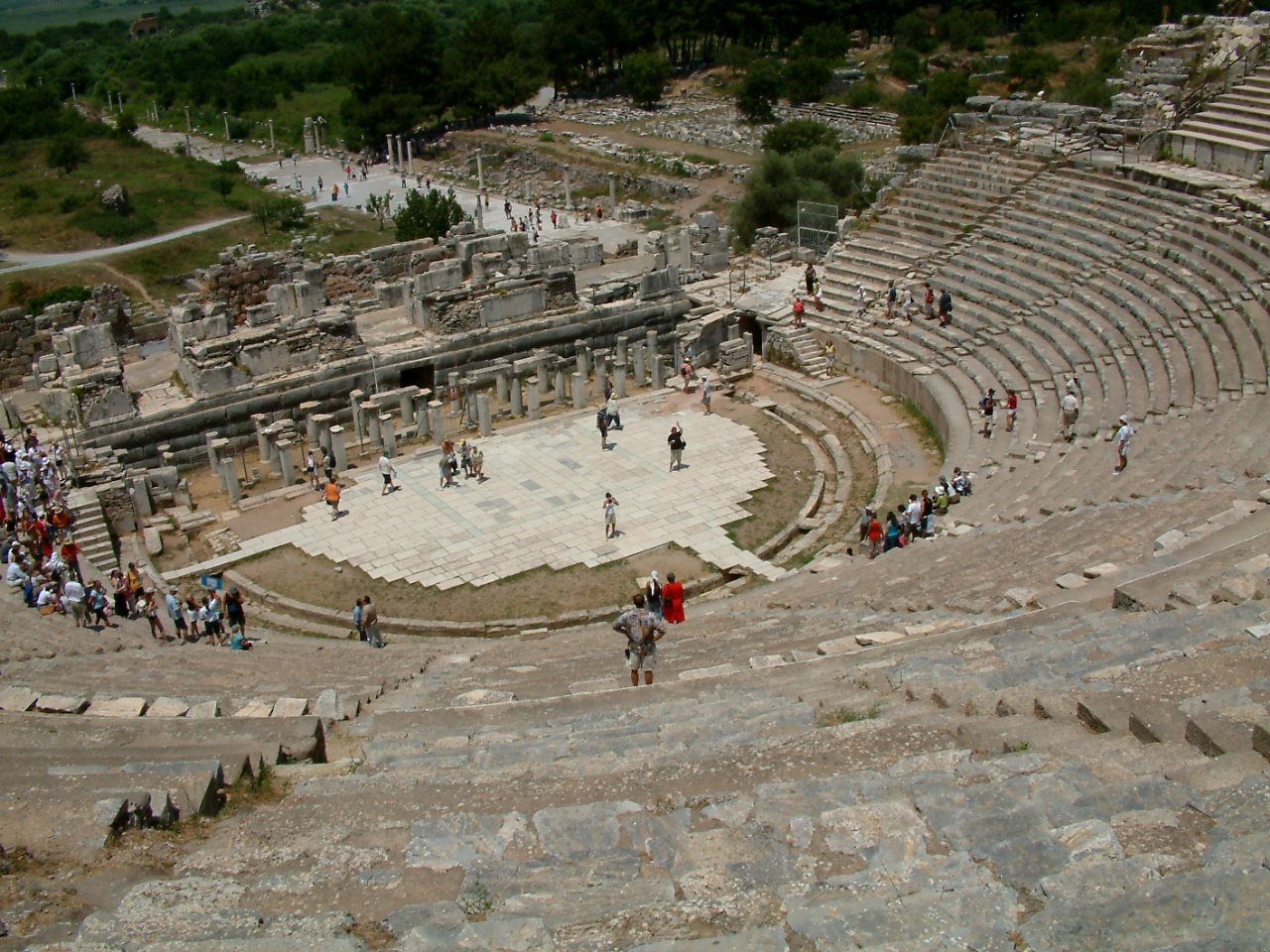
Teatr

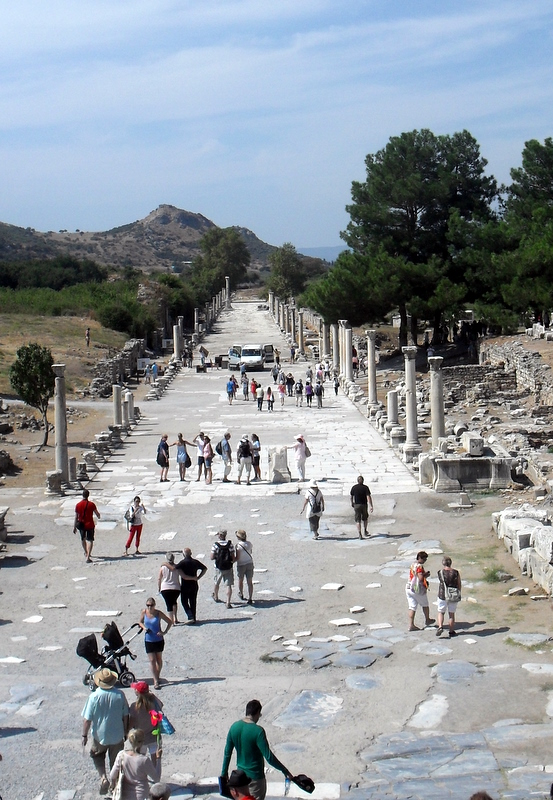
Ulica Portowa

Efez (gr. Ἔφεσος Ephesos) – w starożytności jedno z 12 miast jońskich w Azji Mniejszej. Leżało przy ujściu rzeki Kaystros (tur. Küçük Menderes – Mały Meander) do Morza Egejskiego na terenie obecnej Turcji. Jeszcze przed przybyciem kolonistów greckich osiedlały się na tym terenie ludy Karów i Lelegów. Zamieszkiwali oni zbocza wzgórza Ayasuluk.
W 2015 r. stanowisko archeologiczne w Efezie zostało wpisane na listę światowego dziedzictwa UNESCO.

## Nazwa
Nazwa miasta nie doczekała się dotąd satysfakcjonującej etymologii. Przypuszcza się pochodzenie przedgreckie, ale wiąże się tę nazwę także z wyrazami greckimi, takimi jak ἔφεσις éphesis „dążenie, pragnienie” czy ἔφορος éphoros „nadzorca, strażnik, przywódca, władca”.

## Historia

### Legenda o powstaniu miasta
W myśl tradycji, założycielem miasta był Androklos, syn ateńskiego króla Kodrosa. Przed wyprawą do Jonii, otrzymał od wyroczni wskazówkę dotycząca lokacji nowego miasta, w miejscu, które wskażą ryba i dzik. Na wzgórzu Pion (tur. Panaır Dağ), niedaleko ujścia rzeki Kaystron, spotkał przy ognisku rybaków piekących ryby. Jedna z ryb podskoczyła, wpadła do ogniska a rozpryskujące się iskry zapaliły pobliskie zarośla. Ogień spłoszył kryjącego się w nich dzika. Wypełniając przepowiednię Androklos w tym miejscu, na północnym zboczu góry Pion, założył swoje miasto.

### Okres starogrecki
Miasto Jońskie zostało założone najprawdopodobniej w IX wieku p.n.e. Chociaż można spotkać się także z innym datowaniem, sięgającym do XI i XIV wieku p.n.e. i opiniami historyków łączących początki Efezu ze stolicą hetyckiego królestwa Arzawa, Apasas. Nazwa ta jest tłumaczona jako Miasto Królowej Matki. Jednak najstarsze zabytki archeologiczne, odnalezione w okolicach wzgórza Ayasuluk, to fragmenty ceramiki mykeńskiej. Legendarne początki Efezu wiązane są także z Amazonkami, które wymieniane są w niektórych mitach jako założycielki miasta.
Dzięki korzystnemu położeniu geograficznemu (u ujścia rzeki), Efez rozwinął się jako miasto portowe i ośrodek handlowy. W VII wieku p.n.e. miasto zostało zniszczone podczas najazdu Kimmerów. Około 560 p.n.e. Efez został zdobyty przez króla Lidii Krezusa, który je odbudował. W 546 p.n.e., po zwycięstwie Cyrusa Wielkiego przeszedł pod panowanie perskie. W tym czasie w Efezie urodził się i mieszkał filozof Heraklit oraz malarz Parrasjos. Podczas powstania jońskiego Efez nie przyłączył się do zbuntowanych miast, dzięki temu nie został zniszczony. W 334 p.n.e. został zdobyty przez Macedończyków. Po śmierci Aleksandra Wielkiego odziedziczył je Lizymach, który przeniósł je (ok. 2,5 km w kierunku południowo-zachodnim) do doliny pomiędzy wzgórzami Coressus (Bülbür Dağ) a Pion, budując nowy port i mury obronne. Lizymach zmienił też nazwę miasta na Arsineia (nowa nazwa przetrwała do 281 p.n.e.). Nowa lokalizacja miasta związana była z trwającym nieustannie procesem zamulania portu osadami niesionymi przez rzekę (pierwsze próby ratowania portu były podjęte jeszcze przez króla Attalosa II). W 133 p.n.e. po śmierci króla Pergamonu Attalosa III, na mocy pozostawionego testamentu, Efez wraz z całym królestwem pergamońskim, przeszedł pod panowanie Rzymu. W czasach rzymskich był stolicą prokonsularnej Azji (zachodniej części Azji Mniejszej). Był to kolejny okres rozwoju miasta. Jednak rosnące podatki doprowadziły do powstania przeciwko Rzymianom („nieszpory efeskie” w 88 p.n.e.) podczas wojny Mitrydatesa VI Eupatora z Rzymem.

### Efeski kult Wielkiej Matki
Badacze zwracają uwagę na fakt, iż Efez znany był w starożytności jako jeden z najstarszych i największych ośrodków kultu Bogini-Matki.
Według greckich legend miasto zostało założone przez Amazonki. Kallimach z Cyreny w Hymnie do Artemidy (237–245) mówi, iż Amazonki ustawiły drewnianą podobiznę Artemidy pod dębem w Efezie, zaś po złożeniu ofiary odtańczyły dla niej taniec wojenny i grały pieśni. Następnie wokół drewnianego posągu zbudowano fundamenty. W istocie Artemida w mitologii posiadała wiele cech Amazonki: była niezależna, potrafiła władać bronią i walczyć (często przedstawiano ją z łukiem i kołczanem), była łowczynią i opiekunką zwierząt, unikała kontaktów z mężczyznami, z których także wielu zabiła.
Pewna inskrypcja z III wieku p.n.e. nazywa Artemidę Efeską mianem Kreteńskiej Pani Efezu, co wskazuje na związki z kultem Bogini Matki z czasów minojskich. Można dostrzec wiele cech wspólnych pomiędzy Artemidą czczoną w Efezie a boginią minojską:
- obnażone piersi oznaczające matkę i płodność;
- opieka nad zwierzętami;
- kojarzenie bogini z pszczołą[8].

Na monetach bitych w Efezie już w IV wieku p.n.e. widnieje pszczoła (królowa-matka) jako symbol miasta i jego bogini.
Źródła hetyckie z XIV wieku p.n.e. wspominają o mieście Apasa(s) lub Abasa(s) leżącym w królestwie Arzawa. Uczeni uważają, iż gr. Ἔφεσος pochodzi od hetyckiego Apasas, które tłumaczone jest jako miasto Królowej Matki czy też miasto Bogini Matki w nawiązaniu do pszczelej królowej matki.
W VI wieku p.n.e. król Krezus zbudował tu świątynię Artemidy, która została później uznana przez Greków za jeden z siedmiu cudów świata. Artemida była czczona zarówno jako Bogini-Matka (jej słynny posąg w Efezie przedstawiał kobietę o niezliczonych piersiach), jak i Wieczna Dziewica. O sile tego kultu przekonali się w I wieku n.e. pierwsi chrześcijanie, kiedy to o mały włos nie doszło do zlinczowania apostoła Pawła. Efez słynął także z kultu Kybele, Wielkiej Matki, na której cześć obchodzono tam specjalne święta.
Wykopaliska archeologiczne potwierdziły także istnienie w Efezie świątyni Izydy (Isis) – egipskiej Bogini-Matki. Isis była także czczona pod postacią Bogini Matki z Dzieciątkiem – do naszych czasów zachowały się liczne posągi przedstawiające Isis, która karmi piersią małego Horusa.
Kult Królowej Niebios znany w Efezie istniał także na całym Bliskim Wschodzie (np. bogini Isztar czy Asztarte), o czym wspomina także Stary Testament:

Ty zaś nie wstawiaj się za tym narodem, nie zanoś za niego błagań ani modłów, ani też nie nalegaj na Mnie, bo cię nie wysłucham. Czy nie widzisz, co czynią w miastach Judy i na ulicach Jerozolimy? Synowie zbierają drewno, ojcowie rozpalają ogień, a kobiety ugniatają ciasto, by robić pieczywo ofiarne dla królowej nieba, a nadto wylewają ofiary z płynów dla obcych bogów, by Mnie obrażać. Czy Mnie obrażają – wyrocznia Pana – czy raczej siebie samych, na własną hańbę? Dlatego to mówi Pan: Oto się żar gniewu mojego rozlewa na to miejsce, na ludzi i na zwierzęta, na drzewa polne i na owoce ziemi – płonie i nie zagaśnie.

Również w rozdziale 44. swojej księgi prorok Jeremiasz wspomina o Królowej Niebios, której oddawały cześć głównie kobiety hebrajskie. Można doszukać się tu związków z boginią efeską: Inanna, sumeryjska Królowa Nieba i Ziemi czczona była także przez Hetytów jako Hannahanna, skąd jej kult mógł przedostawać się do Frygii.

### Efez chrześcijański
Już w I wieku do Efezu dotarła wiara chrześcijańska. Paweł z Tarsu, podczas swoich podróży misjonarskich, najprawdopodobniej trzykrotnie gościł tu i nauczał. Podobno najdłużej przebywał w mieście w latach 55–58 n.e. (przez około 2,5 roku). Rosnąca liczba osób przyjmujących nową wiarę spowodowała zmniejszenie zamówień związanych z kwitnącym na tym terenie kultem Artemidy. Nie spodobało się to rzemieślnikom, którzy podburzeni przez Demetriusza urządzili manifestację w teatrze podczas głoszenia nauk przez Pawła. Tłum, wykrzykujący hasło Artemida z Efezu jest wielka!, wzbudził zamęt w teatrze i porwał tam kilku współpracowników Pawła. Po tych wydarzeniach św. Paweł opuścił Efez (Dzieje Apostolskie 19,8-20,1). Chrześcijaństwo w Efezie jednak przetrwało. Do gminy chrześcijańskiej Paweł skierował list do Efezjan. Drugi list do Efezjan znajdujemy w Apokalipsie Jana. Po edykcie cesarza Teodozjusza z 381 roku zamknięto świątynię Artemidy, a chrześcijaństwo stało się religią dominującą.
Z Efezem jest związana postać Jana Ewangelisty, który zgodnie z tradycją tu przeżył ostatnie trzy lata życia i napisał swoją Ewangelię. Jan osiedlił się w Efezie wraz z matką Jezusa Maryją, którą sprowadził, zdaniem niektórych badaczy, wraz ze św. Pawłem do Azji Mniejszej z Jerozolimy. Wyjazd prawdopodobnie był spowodowany nasilającymi się prześladowaniami chrześcijan żyjących w tym mieście w latach 37–45. Na wzgórzu Coressus, w powyżej ruin Efezu, znajduje się niewielka kapliczka wybudowana na fundamentach domu, w którym, zgodnie z legendą, zamieszkała Maria (Dom Marii Dziewicy).
W II wieku biskupem Efezu był Polikrates (ok. 130–196), który wszedł w spór z biskupem Rzymu Wiktorem na temat sposobu świętowania Wielkanocy. Kościół w Efezie, podobnie jak inne kościoły lokalne w Azji mniejszej, np. w Sardes (por. Homilia paschalna biskupa Melitona), kontynuował tradycję nadaną przez Jana Ewangelistę obchodzenia świąt paschalnych w ten sam dzień co Pesach Żydów, czyli 14 dnia miesiąca nisan. Akcentowano śmierć Chrystusa. Rzym opowiedział się za tradycją aleksandryjską świętowania w niedzielę po passze żydowskiej, akcentującą bardziej zmartwychwstanie. Spór załagodził Ireneusz z Lyonu (†202), uczeń Polikarpa.
W III wieku Efezu nie ominęły najazdy Gotów, którzy złupili je w 263 roku. Później Efez już nie odzyskał swojej świetności.
Zniszczenia spowodowane najazdem Gotów oraz coraz silniejsze zamulanie się ujścia rzeki zapoczątkowały stopniowy upadek miasta. Morze odsuwało się coraz dalej a wąski kanał, który łączył je z portem w czasach bizantyjskich już nie nadawał się do użytku. Bez dostępu do morza miasto straciło swoje znaczenie jako ośrodek handlowy a na skutek zabagnienia portu miasto stało się miejscem niezdrowym (malaria). W VI wieku mieszkańcy przenieśli się na pobliskie wzgórze Ayasuluk. Dzisiaj w tym miejscu znajduje się miasto Selçuk. Materiał naniesiony przez rzekę Kaystros powiększył dolinę o około 5,0 km w stosunku do położenia linii brzegowej w czasach rozkwitu starożytnego miasta.
Miasto było częściowo zburzone przez trzęsienia ziemi, drugie miało miejsce w 614.
Do pamiątek z okresu chrześcijaństwa należą: Jaskinia Siedmiu Śpiących na wzgórzu Pion oraz ruiny bazyliki św. Jana w Selçuk.
Efez był częścią Cesarstwa bizantyńskiego w okresie od 395 do 1071 roku.

#### Sobór efeski 431 roku
Pomimo odgrywania coraz mniejszej roli przez Efez, w 431 r. był on miejscem trzeciego Soboru powszechnego w sprawie nestorianizmu. Na Soborze efeskim potwierdzono dogmatyczny tytuł Maryi jako Bogarodzicy (gr. Θεοτόκος). A w 449 odbył się w Efezie synod lub sobór zbójecki, zwany tak ze względu na gwałtowny przebieg. Próbowano rozwiązać na nim kwestię monofizytyzmu Eutychesa. Synod ten miał swą kontynuację na Soborze chalcedońskim (451).

### Islam w Efezie
Najazdy Arabów, po raz pierwszy w latach 654–655 przez kalifa Muawiji I a później w 700 i 716, przyśpieszyły proces degradacji Efezu.
Kiedy Seldżukidzi zdobyli Efez w 1090, był on małą wioską.
Zabytkiem architektury islamskiej z tamtego czasu jest czternastowieczny meczet Isa Bey w Selçuk.
W 1426 zostało zajęte przez Turków osmańskich.
Efez został całkowicie opuszczony w XV wieku.

## Wykopaliska
Pierwsze prace wykopaliskowe na terenie Efezu zostały rozpoczęte w latach 1859–1874 przez inżyniera Johna Turtle’a Wooda. Prace finansowane były przez British Museum z Londynu. Badania zakrojone na szerszą skalę, prowadzone w sposób bardziej systematyczny, rozpoczęto w 1895 pod patronatem Austriackiego Instytutu Archeologicznego. Prowadził je Otto Bendore. Po I wojnie światowej naukowcy powrócili na teren wykopalisk w 1926 r. Zespołem kierował Hermann Vettres. W wyniku prowadzonych prac zostały odsłonięte i częściowo zrekonstruowane zabytki starożytnego miasta. Obecnie jest to teren odwiedzany przez wielu turystów a ruiny Efezu należą do najlepiej zachowanych zespołów miejskich.

## Zabytki
Do Efezu prowadzą dwa wejścia: jedno od strony portu, drugie przez zbudowaną na polecenie cesarza Wespazjana bramę w murach miejskich z czasów Lizymacha. Z bramy zachowały się tylko fragmenty. W pobliżu wejścia widoczne są pozostałości łaźni Variusa zbudowanej w II wieku oraz ruiny miejskiej agory z zachowanymi fragmentami bazyliki. Wcześniej (do IV wieku), w tym miejscu znajdował się cmentarz, przez który prowadziła święta droga. Zachowały się także fragmenty świątyni Izydy z I wieku.
- Odeon znajduje się w pobliżu agory. Został zbudowany w II wieku przez Vediusa Antoniusa i jego żonę Flawię Papionę. Jest to niewielki teatr mieszczący na widowni 1500 – 2000 osób. Odbywały się w nim koncerty i spotkania rady miasta. Przy schodach pomiędzy siedzeniami w najniżej położonych rzędach zachowały się ozdobne lwie łapy. Badania wskazują, że odeon posiadał drewniane zadaszenie chroniące przed promieniami słońca i opadami deszczu.
- świątynia Dea Roma i Divus Julius została zbudowana w I wieku przez Oktawiana Augusta dla uczczenia Juliusza Cezara i Rzymu. Z budowli widoczne są tylko nieliczne fragmenty kolumn.
- Prytanejon – budynek rady miejskiej został zbudowany w I wieku, podczas sprawowania władzy przez Oktawiana Augusta, przebudowany w III wieku. Był to budynek poprzedzony dziedzińcem otoczonym portykami. Na dziedzińcu palił się wieczny ogień, którym opiekowali się kapłani Kureci. Było to też miejsce poświęcone bogini Artemidzie, której posąg znaleziony na terenie wykopalisk prowadzonych w tym miejscu, znajduje się obecnie w muzeum w Selçuk. Z budynku prytanejonu zachowały się tylko nieliczne elementy, np. pojedyncze kolumny z fragmentem belkowania, łuk nad przejściem.
- Droga Kuretów będąca częścią świętej drogi wiodącej do Świątyni Artemidy, prowadzi od budynku odeonu w kierunku Biblioteki Celsusa. Zgodnie z tradycją przechodziła tędy procesja kapłanów Kuretów niosących drewno do podtrzymywania świętego ognia. Wzdłuż drogi zachowały się liczne pomniki. Widoczny jest też nadal system kanalizacyjny. Przy drodze archeologowie odnaleźli komnatę grobową datowaną na I wiek. Grobowiec, w którym pochowano młodą kobietę nazwano "Oktagonem".
- Świątynia Domicjana, zbudowana w latach sprawowania władzy przez cesarza, należała do największych w mieście. Mieściła się na Placu Domicjana. Świątynia została zbudowana na wysokiej krepidomie z 8 stopniami (krepis). Sam budynek miał formę peripterosu z 8 kolumnami od frontu i 13 przy elewacjach bocznych. Przed nią, na dwumetrowym postumencie, ustawiono wysoki (5,0 m) pomnik cesarza Domicjana. Po zamordowaniu Domicjana, zgodnie z uchwałą senatu, zniszczono większość jego posągów i obiektów z nim związanych, sam zaś gmach poświęcono ojcu Domicjana – Wespazjanowi. Pozostałości świątyni znajdującej się w Efezie należą do nielicznych, zachowanych śladów związanych z jego imieniem.
- Fontanna Pollia została zbudowana w 97 przez Sextiliusa Pollio. Zasilana była z akweduktu doprowadzającego wodę na agorę. Ścianę basenu fontanny zdobiła grupowa rzeźba przedstawiającą spotkanie Odyseusza z Polifemem. Rzeźba jest starsza od fontanny. Początkowo była umieszczona w świątyni Izydy, obecnie wystawiana jest w Muzeum Archeologicznym Efezu w Selçuk. Na terenie wykopalisk znajduje się zrekonstruowany łuk fontanny
- Monument Memmiusa, zbudowany dla upamiętnienia dyktatora Sulli i Gajusa Memmiusa, budowniczego akweduktu zaopatrującego Efez w wodę. Budowa pomnika wiąże się z wydarzeniami z 86 p.n.e. Podczas wojny Sulli z Mitrydasem, mieszkańcy Efezu opowiedzieli po stronie króla Pontu. Monument zbudowano na podwyższeniu z kilku stopni, na planie kwadratu. W narożach budowli ustawiono cztery masywne filary, które połączono łukami tworząc formę przypominająca baldachim. Całość wieńczyła attyka ozdobiona rytmicznie rozmieszczonymi niszami, w których umieszczono rzeźby. Na terenie wykopalisk eksponowane są pozostałości tego pomnika. Cztery kolumny znajdujące się w pobliżu pomnika, to pozostałości fontanny z okresu hellenistycznego.
- Brama Heraklesa zbudowana została na przełomie IV i V wieku nad Drogą Kuretów, w pobliżu monumentu Memmiusa. Była to dwupoziomowa konstrukcja. Zachowane filary, ozdobione reliefami z wyobrażeniem Herkulesa pochodzą ze starszej bramy, zbudowanej w II wieku najprawdopodobniej w pobliżu bramy wjazdowej do miasta. Brama ta miała uniemożliwić wjazd większych pojazdów. Oprócz filarów zachował się także fragment reliefu przedstawiający Nike.
- Fontanna Trajana, zbudowana została na początku II wieku (ok. 102–114) dla upamiętnienia cesarza Trajana. To dwukondygnacyjne, wysokie (całość miała ok. 12,0 m wysokości) nimfeum z trzech stron otaczało basen z wodą. W niszach, pomiędzy kolumnami umieszczono posągi. Przedstawiały one rodzinę władcy, Afrodytę, Dionizosa. Posąg władcy, naturalnej wielkości, zdobił elewację frontową a spod jego stóp wypływała woda. Odnalezione fragmenty rzeźb (z posągu Trajana zachowała się tylko stopa) są wystawione w muzeum a na terenie wykopalisk znajduje się częściowo zrekonstruowana budowla.
- Domy na tarasach, należały do bogatszych mieszkańców Efezu. Najstarsze z nich zostały zbudowane na początku I wieku. Największy rozkwit tej dzielnicy przypada na II – IV wiek. W późniejszych stuleciach stopniowo zabudowa została zaniedbana. Ostatnie domy zostały opuszczone w połowie VII wieku. Były to typowe domy z pomieszczeniami rozmieszczonymi wokół wewnętrznego dziedzińca, atrium, otoczonego perystylem. Ogrzewane centralnie systemami zwanymi hypocaustum, zaopatrywane w wodę z niewielkich domowych fontann, ozdobione różnobarwnym marmurem, mozaikami, freskami często o tematyce mitologicznej. W niektórych domach, na parterze mieściły się sklepy. Odkryte wśród ruin przedmioty codziennego użytku, wyposażenia pomieszczeń, mozaiki i freski są eksponowane w muzeum w Selçuk.

- Świątynia Hadriana, zbudowana w porządku korynckim w II wieku dla uczczenia cesarza Hadriana. Cellę i poprzedzający ją niewielki pronaos przykrywał dwuspadowy dach podparty od frontu czterema korynckimi kolumnami. Środkowe kolumny spinał łuk poniżej którego, nad wejściem do świątyni umieszczono płaskorzeźbę przedstawiającą boginię Tyche (patronkę miasta)[17]. Fryz w przedsionku, ozdobiony płaskorzeźbami dodano podczas odbudowy świątyni przeprowadzonej w IV wieku. Przedstawione na nim sceny obrazują mity, które opowiadają o losach herosów i bogów. Przedstawione tam postacie to np. legendarny założyciel Efezu, Androklos, Herakles, Tezeusz, Persefona, Amazonki, Dionizos a także cesarz Teodozjusz I, jego żona i syn Arkadiusz obok Ateny. Przed świątynią, na postumentach, znajdowały się posągi cesarzy: Dioklecjana, Konstancjusza, Maksymiana, Galeriusza.
- Łaźnie Scholastyki, typowe termy rzymskie, zostały zbudowane w I wieku, odnowione zostały w V wieku przez kobietę o imieniu Scholastyka, której posąg (bez głowy) nadal znajduje się na tarasie, przy wejściu do łaźni. Termy sąsiadują z latrynami dla mężczyzn (latryny dla kobiet były zlokalizowane w innej części miasta), tworząc kompleks budynków służących mieszkańcom miasta.
- Latryny dla mężczyzn, zlokalizowano na wschód od łaźni Scholastyki. Budowę ich wiąże się w otwarciem garbarni pod koniec I wieku, podczas sprawowania władzy przez cesarza Wespazjana (z moczu uzyskiwano produkty wykorzystywane podczas garbowania skór). Był to częściowo zadaszony budynek z basenem w centralnej części. Dach podpierały kolumny a ściany zdobiły marmurowe płyty. We wnętrzu umieszczono posągi z brązu. Pod ścianami umieszczono marmurowe płyty z otworami. Latryny zaopatrzone były w system kanalizacyjny, przez który przepływająca woda spłukiwała odchody zbierane w specjalnym basenie.
- W sąsiedztwie łaźni, naprzeciw Biblioteki Celsusa odkryto ruiny budynku, który uznano za dom publiczny. Obecnie zaczynają przeważać poglądy, że był to prywatny, piętrowy budynek mieszkalny. Zbudowany został w IV wieku. Pomieszczenia rozplanowano wokół wewnętrznego dziedzińca o wymiarach 20,5 x 20,5 m. Wnętrza ozdobiono mozaikami, freskami. Podczas prac wykopaliskowych prowadzonych w tym rejonie znaleziono figurkę Priapa eksponowaną w muzeum w Selçuk.
- Świątynia Serapisa poświęcona Serapisowi, egipsko-greckiemu bóstwu została zbudowana w II wieku. Budowla została wzniesiona z ogromnych bloków marmuru (niektóre z nich ważą ponad 50,0 t), kolumny o średnicy ok. 1,5 m miały wysokość 12,0 m. Wewnątrz świątyni najprawdopodobniej znajdował się posąg bóstwa wykonany z granitu. Świątynia została zbudowana w porządku korynckim. Nie jest pewne, czy budowa jej została ukończona. Na żadnym z bloków kamiennych nie odnaleziono inskrypcji.
- Biblioteka Celsusa
- Brama Mazeusa i Mitridiusza, znajduje się w sąsiedztwie biblioteki Celsusa i agory handlowej. Została zbudowana przez Mazeusa i Mitrydatesa w formie trójprzelotowego łuku triumfalnego i dedykowana cesarzowi Augustowi, jego żonie Liwii, córce Julii i Agrypie. Od strony agory, na bramie zachował się napis z czasów rzymskich – "ci, którzy tu sikają".
- Agora handlowa początkowo zajmowała plac o wymiarach około 110 x 110 m. Odnowiona przez Karakallę, na początku III wieku została nieco pomniejszona. Otaczała ją stoa, z trzech stron parterowa i piętrowa na czwartym boku. Wewnątrz mieściły się sklepy i magazyny. Na środku placu umieszczono zegary: wodny i słoneczny.
- Ulica Marmurowa, prowadzi od biblioteki Celsusa, wzdłuż handlowej agory, w kierunku teatru. Jest to wykładany marmurowymi płytami odcinek Świętej Drogi, która prowadziła aż do Świątyni Artemidy. Zachowany fragment został przebudowany w V wieku. Widoczne wzdłuż drogi kanały ściekowe umieszczono poniżej poziomu ulicy. Uwagę zwraca relief na jednej z płyt ulicy, przedstawiający głowę kobiety i lewą stopę. Najprawdopodobniej była to reklama domu publicznego.

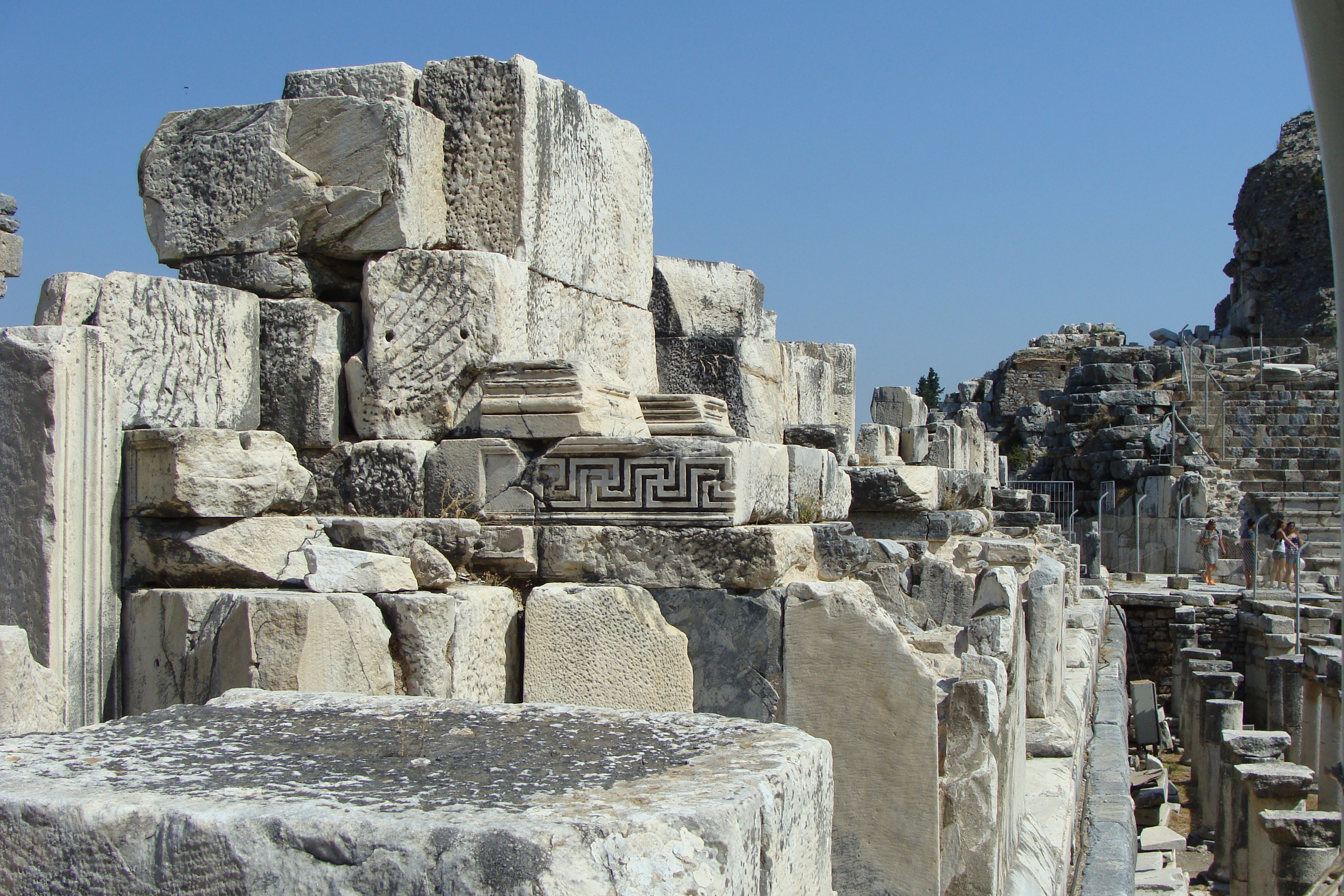
Ruiny teatru w Efezie z widocznym ornamentem w formie meandra

- Wielki Teatr mieszczący się przy zbiegu ulicy Marmurowej i drogi Arkadyjskiej został wkomponowany w zbocze góry Pion (Panaır). Budowę teatru rozpoczęto podczas sprawowania władzy przez Lizymacha w III wieku p.n.e. Z tego okresu zachowała się orchestra i w prawie niezmienionym układzie widownia (cavea), która nieco zmodyfikowano podczas odbudowy przeprowadzonej przez Klaudiusza i Trajana. Największe zmiany zostały wprowadzone w konstrukcji sceny (pulpitum), którą powiększono i obniżono do wysokości 2,7 m nad poziom orchestry. Do sceny z dwóch boków dobudowano rampy a w głębi zbudowano budynek sceniczny – skene. Pierwsze i drugie piętro fasady zbudowano podczas panowania Nerona a trzecie dopiero pod rządami Septymiusza Sewera. Fasadę sceny ozdobiono kolumnami i niszami, w których umieszczono rzeźby. Rzymskim elementem są także sklepienia nad wejściami do teatru. Widownia teatru została podzielona diazomami na trzy części, promieniście rozmieszczone przejścia (kerkides) wprowadzają podział na 12 sektorów. W półkolu o promieniu 154,0 m i wysokości 38,0 m przygotowano miejsca dla 24 tysięcy widzów. Na galerii były dodatkowe miejsca dla około 1000 osób. Był to jeden z największych teatrów Jonii, który i w naszych czasach gromadzi publiczność podczas corocznych Efeskich Festiwali Muzycznych.
- Droga Arkadiusza nazywana też Arkadyjską albo drogą portową, prowadzi od teatru w kierunku portu. Jej nazwa związana jest z imieniem cesarza Arkadiusza, który doprowadził do jej odbudowy. Jak wynika z inskrypcji odkrytych w teatrze, ulica była oświetlona dwoma rzędami pochodni. Pod kolumnadą, wzdłuż obu stron ulicy znajdowały się sklepy. Pod mozaiką nawierzchni znajdował się system kanalizacyjny. Na zachowanych korynckich kolumnach odnaleziono inskrypcje, z których wynika, że na nich umieszczono rzeźby przedstawiające czterech Ewangelistów. W pobliżu portu znajdowało się nimfeum.
- Kościół Marii Panny. W II wieku, w pobliżu portu wybudowano bazylikę. Było to miejsce handlu o wygodnej lokalizacji dla przypływających do portu kupców. Po uznaniu chrześcijaństwa za religię państwową, bazylikę przebudowano na kościół. Była to trójnawowa budowla o długości 265,0 m i szerokości 90,0 m. Kościół Marii Panny był miejscem obrad soboru efeskiego.
- Stadion został zbudowany w I wieku, podczas sprawowania władzy przez Nerona. Obiekt miał wymiary 228,0 x 38,0 m i służył jako miejsce zawodów sportowych. Reliefy rozmieszczone wzdłuż ulicy Marmurowej przedstawiają wyścigi, walki gladiatorów i zawody atletyczne, które najprawdopodobniej odbywały się w tym miejscu. W czasach bizantyjskich obiekt został częściowo rozebrany, a materiał wykorzystano przy budowie zamku w Selçuk. Mimo że niewiele zostało z tej budowli, corocznie wiosną, odbywają się w tym miejscu zapasy wielbłądów. W pobliżu stadionu znajdują się pozostałości gimnazjonu zbudowanego przez Vediusza Antoniusza w połowie II wieku (Gimnazjon Vediusa). Z odnalezionych inskrypcji wynika, że budowla była poświęcona Artemidzie i Antoniniusowi Piusowi, którego pomnik znajdował się w centralnej części budowli.

Na terenie ruin odkryto jeszcze wiele innych obiektów. Większość z nich jest niedostępna dla zwiedzających. Na terenie Efezu nadal są prowadzone prace archeologiczne.
W Efezie znajdowała się słynna świątynia Artemidy (uznawana za jeden z siedmiu cudów świata), ale nie przetrwała ona do naszych czasów. Jej pozostałości znajdują się po drugiej stronie szosy łączącej Selçuk z Kuşadası.

## Ludzie związani z Efezem
- Heraklit − filozof
- Herostrates − podpalacz, który spalił świątynię Artemidy
- Maria z Nazaretu − matka Jezusa
- Paweł z Tarsu i Jan Ewangelista − apostołowie Jezusa